# Janet McTeer
Janet McTeer OBE (Newcastle upon Tyne, 1961. augusztus 5. –) Golden Globe- és Tony-díjas angol színésznő. 
Karrierjét a színpadon alapozta meg, majd Ibsen Babaház című drámájával befutott színésznő vált belőle. Híres filmjei a Pasifogó (1999), az Albert Nobbs (2011), és a Mielőtt megismertelek (2016). Állandó tévészerepe volt az Ozarkban, ahol a szerepgárdát kétszer is Screen Actors Guild-díjra jelölték. 

## Élete és pályafutása
McTeer Wallsendben született 1961-ben második gyermekként, apja, Alan, vasutas és anyja Jean McTeer, volt rendőrnő. Hat évesen a család Yorkba költözött, és McTeer ott töltötte gyermekkorát. Anna Királynő Leányiskolájába járt, majd dolgozni kezdett az Old Starre Inn-ben, később a York Theatre Royal színházban vendéglátó beosztásban, és itt keltette fel érdeklődését a színművészet.
Gary Oldman buzdítására jelentkezett a RADA-ra Londonban, ahova tizenhét évesen felvették. 1984-ben debütált a Kurázsi mama és gyermekei című színdarabban a Nottingham Playhouse színpadán, ezt követte Timberlake Wertenbaker The Grace of Mary Traverse című darabja 1985-ben, amiért Laurence Olivier-díjra jelölték. 1986-ban apró szerepet kapott a Diplomás örömlány című thrillerben, ezt követte 1988-ban a Sólymok. 1989-től McTeer többször alakíthatott az amerikai televíziónak a Masterpiece Theater gondozásában: a Precious Bane (1989), a The Play on One (1990) és a Portrait of a Marriage (1990) című produkciókban, utóbbiban Vita Sackville-Westet, az írónőt játszva.
1992-ben McTeer visszatért a színpadra, ahol Csehov Ványa bácsi című drámájában Jelena szerepét nyerte el, amivel ismételten Olivier-díjra jelölték. Ezután brit televíziós filmekbe válogatták be, mint a A Masculine Ending (1992), Don't Leave Me This Way (1993) és a The Governor minisorozat (1995–96). 1996-ban Henrik Ibsen Babaházban című színművében alakította Norát, amivel nagy sikert aratott, és bezsebelt egy Olivier-díjat. A darabbal 1997-ben a Broadwayn is fellépett, és kiérdemelte érte a neves Tony-díjat. 
1999-ben McTeert Oscar-díjra jelölték a Pasifogó című filmért, amiben egy vándorló, kósza édesanyát alakított. A szerepért Golden Globe-díjat kapott. A kétezres évek elején McTeer tovább görgette filmes karrierjét, 2004-ben Agatha Christie krimijei alapján készült tévésorozat egyik epizódjában szerepelt, ami a Gyilkosság a paplakban című részt dolgozta fel. 2005-ben a Stuárt Mária című színdarabban alakított Londonban.  
2006-ban Kenneth Branagh Ahogy tetszik című Shakespeare-adaptációjában játszott. 2008-ban Jane Austen Értelem és érzelem című regényének újabb adaptációjában szerepelt, és a színpadon is felbukkant Yasmina Reza Az öldöklés istene című darabjában, amiből 2011-ben ugyanezen címmel film készült, a főszerepet John C. Reilly, Kate Winslet, Jodie Foster és Christoph Waltz alakította. 
Az évet a Brit Birodalom Rendjével koronázta meg, ahol II. Erzsébettől tiszti rangot kapott (OBE).
2009-ben McTeer Winston Churchill feleségeként jelent meg a Churchill háborúja című filmben. 2011-ben másodszor jelölték Oscar-díjra az Albert Nobbs című filmdrámáért, amelyben Glenn Close volt a partnere. 2012-ben McTeer vendégszerepet kapott A hatalom hálójában című tévésorozatban, majd A fekete ruhás nő című horrorfilmben játszott Daniel Radcliffe-fel. 2013-ban minisorozatban gyarapította a stábot A fehér királyné című produkcióban. 2014-ben a Disney élőszereplős filmjében, a Demónában Auróra felnőtt hangját kölcsönözte, főszerepben Angelina Jolie volt látható. 
2015-ben A beavatott-sorozat: A lázadó című sci-fiben játszotta a főszereplő felmenőjét, ezt megismételte 2016-ban a következő részben. 2016-ban a Mielőtt megismertelek című romantikus filmdrámában szerepelt Emilia Clarke és Sam Claflin mellett. Ugyanebben az évben bújt Merteuil márkiné bőrébe a Veszedelmes viszonyok című színműben, és a Paint it Black producere volt. 2018-ban ismét Tony-díjra jelölték McTeert a Bernhardt/Hamlet címmel futó darabban való alakításáért. Ugyanebben az évben a Marvel Jessica Jones című websorozatában és az Ozarkban kapott állandó szerepet. Utóbbi produkciót kétszer jelölték Screen Actors Guild-díjra legjobb szerepgárda kategóriában.
2022-ben A menü című horror filmvígjátékban jelent meg Ralph Fiennesszel a főszerepben.

### Magánélete
McTeer Joe Coleman költő és festő felesége, saját gyermeke nincs, férjének született egy fia előző házasságából.

## Filmográfia

### Film
| Év   | Magyar cím                               | Eredeti cím                               | Szerep                                   | Magyar hang       |
| ---- | ---------------------------------------- | ----------------------------------------- | ---------------------------------------- | ----------------- |
| 1986 | Diplomás örömlány                        | Half Moon Street                          | Van Arkady titkárnője                    |                   |
| 1988 | Sólymok                                  | Hawks                                     | Hazel                                    | Götz Anna         |
| 1992 | Üvöltő szelek                            | Wuthering Heights                         | Ellen Dean                               |                   |
| 1995 | Carrington – A festőnő szerelmei         | Carrington                                | Vanessa Bell                             | Zsurzs Kati       |
| 1996 | A repülés hercege                        | Saint-Ex                                  | Genevieve de Ville-Franche               |                   |
| 1998 | Bálványrock – Velvet Goldmine            | Velvet Goldmine                           | narrátor (hangja)                        |                   |
| 1999 | Pasifogó                                 | Tumbleweeds                               | Mary Jo Walker                           |                   |
| 2000 | Szerelmem szelleme                       | Waking the Dead                           | Caroline Pierce                          | Orosz Anna        |
| 2000 |                                          | Songcatcher                               | Lily Penleric                            |                   |
| 2000 | A király él                              | The King Is Alive                         | Liz                                      | Makay Andrea      |
| 2002 |                                          | The Intended                              | Sarah Morris                             |                   |
| 2005 | Tideland                                 | Tideland                                  | Dell                                     | Farkasinszky Edit |
| 2006 | Ahogy tetszik                            | As You Like It                            | Juci                                     |                   |
| 2011 |                                          | Cat Run                                   | Helen Bingham                            |                   |
| 2011 |                                          | Island                                    | Phyllis                                  |                   |
| 2011 | Albert Nobbs                             | Albert Nobbs                              | Hubert Page                              | Gerbert Judit     |
| 2011 |                                          | Weekends at Belleveu                      | Diane Wallace                            |                   |
| 2012 | A fekete ruhás nő                        | The Woman in Black                        | Mrs. Daily                               |                   |
| 2012 |                                          | Hannah Arendt                             | Mary McCarthy                            |                   |
| 2014 | Demóna                                   | Maleficent                                | idős Auróra hercegnő / narrátor (hangja) | Kovács Nóra       |
| 2015 |                                          | Angelica                                  | Anne Montague                            |                   |
| 2015 | A beavatott-sorozat: A lázadó            | Insurgent                                 | Edith Prior                              |                   |
| 2015 | Apák és lányaik                          | Fathers and Daughters                     | Carolyn                                  | Bertalan Ágnes    |
| 2016 | A beavatott-sorozat: A hűséges           | Allegiant                                 | Edith Prior                              |                   |
| 2016 | Mielőtt megismertelek                    | Me Before You                             | Camilla Traynor                          | Bertalan Ágnes    |
| 2016 |                                          | Paint It Black                            | Meredith                                 |                   |
| 2016 |                                          | The Exception                             | Hermine Reuss of Greiz hercegnő          |                   |
| 2022 |                                          | Glimpse                                   | Lucienne                                 |                   |
| 2022 | A menü                                   | The Menu                                  | Lillian                                  | Farkasinszky Edit |
| 2025 | Mission: Impossible – A végső leszámolás | Mission: Impossible – The Final Reckoning | Walters                                  | Radó Denise       |

### Televízió
| Év        | Magyar cím                     | Eredeti cím                             | Szerep                             | Megjegyzések                                 |
| --------- | ------------------------------ | --------------------------------------- | ---------------------------------- | -------------------------------------------- |
| 1985      |                                | Juliet Bravo                            | Esther Pearson                     | 1 epizód                                     |
| 1986      |                                | Gems                                    | Stephanie Wilde                    | 1 epizód                                     |
| 1987      |                                | Theatre Night                           | Miss Julie                         | 1 epizód                                     |
| 1988      |                                | Les Girls                               | Susan                              | 7 epizód                                     |
| 1990      |                                | The Play on One                         | Dr. Juliet Horwitz                 | 1 epizód                                     |
| 1990      |                                | Portrait of a Marriage                  | Vita Sackville-West                | minisorozat (4 epizód)                       |
| 1990–1991 |                                | Screen One                              | Caroline / felnőtt Claudie         | 2 epizód                                     |
| 1990–1992 |                                | Screen Two                              | Céleste Albaret / Madeleine Severn | 2 epizód                                     |
| 1991      | A fekete bársonyruha           | The Black Velvet Gown                   | Riah Millican                      | - tévéfilm - magyar hangja: - Tóth Enikő     |
| 1992      |                                | A Masculine Ending                      | Loretta Lawson                     | tévéfilm                                     |
| 1993      |                                | Don't Leave Me This Way                 | Loretta Lawson                     | tévéfilm                                     |
| 1994      |                                | Jackanory                               | mesélő                             | 1 epizód                                     |
| 1995–96   |                                | The Governor                            | Helen Hewitt                       | 12 epizód                                    |
| 2004      | Agatha Christie: Marple        | Agatha Christie: Marple                 | Anne Protheroe                     | 1 epizód (Gyilkosság a paplakban)            |
| 2006      | A csodálatos Mrs. Pritchard    | The Amazing Mrs Pritchard               | Catherine Walker                   | 6 epizód                                     |
| 2007      |                                | Five Days                               | DS Amy Foster                      | 4 epizód                                     |
| 2007      | Daphne du Maurier titkos élete | Daphne                                  | Gertrude Lawrence                  | - tévéfilm - magyar hangja: - Kocsis Mariann |
| 2008      | Értelem és érzelem             | Sense and Sensibility                   | Mrs. Dashwood                      | minisorozat (3 epizód)                       |
| 2009      |                                | Hunter                                  | DS Amy Foster                      | minisorozat (2 epizód)                       |
| 2009      |                                | Psychoville                             | Cheryl                             | 2 epizód                                     |
| 2009      | Churchill háborúja             | Into the Storm                          | Clementine Churchill               | - tévéfilm - magyar hangja: - Igó Éva        |
| 2012      | A hatalom hálójában            | Damages                                 | Kate Franklin                      | 9 epizód                                     |
| 2012      | Az utolsó angol úriember       | Parade's End                            | Mrs. Satterthwaite                 | minisorozat (4 epizód)                       |
| 2013      | A fehér királyné               | The White Queen                         | Luxemburgi Jacquetta               | minisorozat (6 epizód)                       |
| 2014      | Egy tisztességes asszony       | The Honourable Woman                    | Dame Julia Walsh                   | minisorozat (8 epizód)                       |
| 2015      | Battle Creek – Zsarupáros      | Battle Creek                            | Kim Guziewicz parancsnok           | főszereplő (13 epizód)                       |
| 2018      | Jessica Jones                  | Jessica Jones                           | Alisa Jones                        | 11 epizód                                    |
| 2018–2019 |                                | Sorry for Your Loss                     | Amy                                | 20 epizód                                    |
| 2018–20   | Ozark                          | Ozark                                   | Helen Pierce                       | - visszatérő szereplő - 2. évad (17 epizód)  |
| 2023      |                                | Julius Caesar: The Making of a Dictator | Narrátor                           | - 3 epizód                                   |
| 2024      |                                | KAOS                                    | Héra                               | - 8 epizód                                   |
| 2024      | A nagy öreg                    | The Old Man                             | Marion                             | - 4 epizód                                   |
| 2025      | Londoni bandák                 | Gangs of London                         | Isabel Vaughn                      | - 1 epizód                                   |
| 2025      | Gengsztervilág                 | MobLand                                 | Kat McAllister                     | - 4 epizód                                   |

### Broadway-szerepek
- 1997: Babaház
- 2009–2010: Az öldöklés istene
- 2009: Stuárt Mária
- 2016–17: Veszedelmes viszonyok
- 2018: Bernhardt/Hamlet

## Fontosabb díjak és jelölések
| Év                               | Cím                              | Díj                                                                                              | Eredmény                         |
| Filmes és televíziós elismerések | Filmes és televíziós elismerések | Filmes és televíziós elismerések                                                                 | Filmes és televíziós elismerések |
| -------------------------------- | -------------------------------- | ------------------------------------------------------------------------------------------------ | -------------------------------- |
| 1999                             | Pasifogó                         | National Board of Review, USA: legjobb színésznő                                                 | Elnyerte                         |
| 1999                             | Pasifogó                         | New York-i Filmkritikusok Egyesülete: legjobb színésznő                                          | Jelölve                          |
| 2000                             | Pasifogó                         | Golden Globe-díj a legjobb női főszereplőnek – filmmusical vagy vígjáték                         | Elnyerte                         |
| 2000                             | Pasifogó                         | Oscar-díj a legjobb női főszereplőnek                                                            | Jelölve                          |
| 2000                             | Pasifogó                         | Screen Actors Guild-díj a legjobb női főszereplőnek                                              | Jelölve                          |
| 2009                             | Churchill háborúja               | Golden Globe-díj a legjobb női mellékszereplőnek (sorozat, minisorozat vagy tévéfilm)            | Jelölve                          |
| 2010                             | Churchill háborúja               | Primetime Emmy-díj a legjobb női mellékszereplőnek (minisorozat, antológiasorozat vagy tévéfilm) | Jelölve                          |
| 2012                             | Albert Nobbs                     | Golden Globe-díj a legjobb női mellékszereplőnek                                                 | Jelölve                          |
| 2012                             | Albert Nobbs                     | Oscar-díj a legjobb női mellékszereplőnek                                                        | Jelölve                          |
| 2012                             | Albert Nobbs                     | Screen Actors Guild-díj a legjobb női mellékszereplőnek                                          | Jelölve                          |
| 2014                             | A fehér királyné                 | Golden Globe-díj a legjobb női mellékszereplőnek (sorozat, minisorozat vagy tévéfilm)            | Jelölve                          |
| 2019                             | Ozark                            | Screen Actors Guild-díj a legjobb szereplőgárdának (drámasorozat) (megosztva)                    | Jelölve                          |
| 2021                             | Ozark                            | Screen Actors Guild-díj a legjobb szereplőgárdának (drámasorozat) (megosztva)                    | Jelölve                          |
| Színházi elismerések             |                                  |                                                                                                  |                                  |
| 1997                             | Babaház                          | Tony-díj a legjobb női főszereplőnek színdarabban                                                | Elnyerte                         |
| 1997                             | Babaház                          | Drama Desk-díj a legjobb női főszereplőnek színdarabban                                          | Elnyerte                         |
| 1997                             | Babaház                          | Theatre World díj                                                                                | Elnyerte                         |
| 2009                             | Stuárt Mária                     | Tony-díj a legjobb női főszereplőnek színdarabban                                                | Jelölve                          |
| 2009                             | Stuárt Mária                     | Drama Desk-díj a legjobb női főszereplőnek színdarabban                                          | Elnyerte                         |
| 2019                             | Bernhardt/Hamlet                 | Tony-díj a legjobb női főszereplőnek színdarabban                                                | Jelölve                          |